# Leucauge tessellata
Leucauge tessellata är en spindelart som först beskrevs av Tord Tamerlan Teodor Thorell 1887.  Leucauge tessellata ingår i släktet Leucauge och familjen käkspindlar. Inga underarter finns listade i Catalogue of Life.